# Élections législatives d'août 1815 dans l'Aisne
Les élections législatives françaises d'août 1815 se déroulent les 14 et  28 août 1815. Dans l'Aisne, six députés sont à élire dans le cadre d'un scrutin plurinominal majoritaire.

## Mode de scrutin
En vertu de l'ordonnance du 13 juillet 1815, les députés sont élus au suffrage censitaire indirect. En premier lieu, les collèges d'arrondissement, composés de l'ensemble des électeurs, désignent les candidats potentiels. En second lieu, le collège départemental, composé des électeurs les plus riches, élit les députés, en veillant à choisir au moins la moitié des députés parmi les candidats retenus au scrutin du premier degré.
L'ordonnance du 13 juillet 1815 abaisse les limites d'âge prévues par les articles 38 et 41 de la Charte. Sont ainsi électeurs tous les citoyens d'au moins 21 ans et payant 300 francs d'impôts directs. Sont éligibles tous les citoyens âgés d'au moins 25 ans et payant au moins 1 000 francs d'impôts directs.

## Élus
| Député élu ou réélu               |  | Parti                  |
| --------------------------------- |  | ---------------------- |
| Alexis Dubois de Courval          |  | Minorité ministérielle |
| Pierre Pérignon                   |  | Minorité ministérielle |
| Pierre Lévesque de Pouilly        |  | Minorité ministérielle |
| Antoine Paporet                   |  | Ultra-royalistes       |
| Joseph Genech de Sainte-Aldegonde |  | Ultra-royalistes       |
| Martin Gaudin                     |  | Bonapartistes          |

## Résultats

### Résultats globaux
|                | Minorité ministérielle | 69             | 51,49 | 3      |  |  |
|                |                        |                |       |        |  |  |
|                | Ultra-royalistes       | 45             | 33,58 | 2      |  |  |
|                |                        |                |       |        |  |  |
|                | Bonapartistes          | 20             | 14,93 | 1      |  |  |
|                |                        |                |       |        |  |  |
| Exprimés       | Exprimés               | Exprimés       | 134   | 98,53  |  |  |
| Blancs et nuls | Blancs et nuls         | Blancs et nuls | 2     | 1,47   |  |  |
| Total          | Total                  | Total          | 136   | 51,13  |  |  |
| Abstention     | Abstention             | Abstention     | 130   | 48,87  |  |  |
| Inscrits       | Inscrits               | Inscrits       | 266   | 100,00 |  |  |

### Collège départemental
- Députés élus : 
  - Alexis Dubois de Courval (Minorité ministérielle)
  - Pierre Pérignon (Minorité ministérielle)
  - Pierre Lévesque de Pouilly (Minorité ministérielle)
  - Joseph Genech de Sainte-Aldegonde (Ultra-royalistes)
  - Antoine Paporet (Ultra-royalistes)
  - Martin Gaudin (Bonapartistes).

|                  | Alexis Dubois de Courval          | Minorité ministérielle | 91  | 67,91  | 1 |  |  |
|                  | Joseph Genech de Sainte-Aldegonde | Ultra-royalistes       | 80  | 59,70  | 1 |  |  |
|                  | Antoine Paporet                   | Ultra-royalistes       | 76  | 56,72  | 1 |  |  |
|                  | Pierre Lévesque de Pouilly*       | Constitutionnels       | 76  | 56,72  | 1 |  |  |
|                  | Pierre Pérignon                   | Constitutionnels       | 71  | 52,99  | 1 |  |  |
|                  | Martin Gaudin                     | Bonapartistes          | 68  | 50,75  | 1 |  |  |
|                  |                                   |                        |     |        |   |  |  |
|                  |                                   |                        |     |        |   |  |  |
| Exprimés         | Exprimés                          | Exprimés               | 134 | 98,53  |   |  |  |
| Blancs et nuls   | Blancs et nuls                    | Blancs et nuls         | 2   | 1,47   |   |  |  |
| Total            | Total                             | Total                  | 136 | 51,13  |   |  |  |
| Abstention       | Abstention                        | Abstention             | 130 | 48,87  |   |  |  |
| Inscrits         | Inscrits                          | Inscrits               | 266 | 100,00 |   |  |  |
| * député sortant |                                   |                        |     |        |   |  |  |